# Gunungtawang
Gunungtawang is een bestuurslaag in het regentschap Wonosobo van de provincie Midden-Java, Indonesië. Gunungtawang telt 1935 inwoners (volkstelling 2010).